# 인투 더 애쉬
《인투 더 애쉬》(영어: Into the Ashes)는 2019년에 공개한 미국의 영화이다.

## 캐스팅
주연
- 프랭크 그릴로 : 슬론 역
- 루크 그림즈 : 닉 브레너 역
- 제임스 뱃지 데일 : 샐 포터 역

조연
- 마구에리트 모로 : 타라 브레너 역
- 로버트 테일러 : 프랭크 파슨 역
- 브래디 스미스 : 브래드 역
- 데이빗 케이드 : 찰리 역
- 스콧 피트